# Matthias Baumann
Matthias Andreas Baumann est un cavalier professionnel allemand de concours complet d'équitation (CCE) de haut niveau. Au cours de sa carrière, il a remporté une médaille d'or par équipe Jeux olympiques d'été de 1988, une médaille de bronze par équipe aux Jeux équestres mondiaux de 1990 et une médaille de bronze par équipe lors des Jeux olympiques de 1992.